# Elisabetta regina d’Inghilterra
Elisabetta regina d’Inghilterra (deutsch: Elisabeth, Königin von England) ist eine Oper (Originalbezeichnung: „dramma per musica“) in zwei Akten von Gioachino Rossini. Das Libretto von Giovanni Schmidt basiert auf dem Theaterstück Il paggio di Leicester (1814) von Carlo Federici nach dem Roman The Recess (1783–85) von Sophia Lee. Die Uraufführung fand am 4. Oktober 1815 im Teatro San Carlo in Neapel statt.

## Handlung
Die englische Königin Elisabetta (Elisabeth I.) ist in ihren erfolgreichen Feldherrn Leicester verliebt. Als sie von dessen Widersacher Norfolc erfährt, dass Leicester heimlich Matilde, die Tochter der schottischen Königin Maria Stuart, geheiratet hat, lässt sie ihn, Matilde und deren Bruder Enrico als Verräter festnehmen. Norfolcs Pläne gehen jedoch nicht auf, da Elisabetta sein heimtückisches Verhalten missbilligt. Er plant daher einen Volksaufstand, in den er Leicester einspannen will. Diese Pläne werden von Leicester, Matilde und Enrico vereitelt, wodurch sie ihre Treue zur Königin beweisen. Sie erhalten ihre Freiheit zurück.

“Avvertimento
Il soggetto inedito di questo dramma, scritto in prosa dal signor avvocato Carlo Federici, e tratto da un romanzo inglese, comparve nell’anno scorso sul teatro del Fondo. L’esito fortunato che ottenne ha fatto sì che, a richiesta del’Impresa de’ reali teatri, ho dovuto trattarlo per la musica. Mancavami il manoscritto originale (perchè di pertinenza della comica compagnia, che da più mesi partì di Napoli) onde poter minutamente seguirne le tracce. Essendomi trovato varie volte alla recita, le ho calcate per quanto ha potuto assistermi la memoria, riducendo cinque atti ben lunghi di prosa in due molto brevi in versi. Non mi dichiaro in conseguenza autore se non che delle parole, e di qualche leggiero cambiamento, a cui mi hanno astretto le leggi dell’odierno nostro teatro melodrammatico.
Giovanni Schmidt,
poeta addetto a’ reali teatri di Napoli.”

„Hinweis
Der unveröffentlichte Gegenstand dieses Dramas, in Prosa geschrieben vom Herrn Advokat Carlo Federici, und basierend auf einem englischen Roman, erschien im vergangenen Jahr im Teatro del Fondo. Das glückliche Ergebnis, das dieses erzielte, bewirkte, dass mir auf Wunsch der Direktion der königlichen Theater der Auftrag erteilt wurde, es für die Musik zu bearbeiten. Das Original-Manuskript lag mir nicht vor (da im Besitz der Komischen Kompanie, die vor einigen Monaten Neapel verließ), aus dem ich den Skizzen genauestens hätte folgen können. Da ich mehrere Male bei der Aufführung zugegen war, habe ich mich bemüht, so viel ich konnte im Gedächtnis zu behalten und die fünf sehr langen Prosa-Akte auf zwei sehr kurze in Versen reduziert. Ich bezeichne mich daher nicht als Autor, abgesehen von den Worten und einigen kleinen Abweichungen, zu denen ich auf Grund der Gesetze unseres heutigen melodramatischen Theaters gezwungen war.
Giovanni Schmidt,
für die königlichen Theater Neapels zuständiger Dichter.“

### Erster Akt
Thronsaal
Szene 1. Nach einem Sieg der Truppen Leicesters über die Schotten erwarten Norfolc, Hauptmann Guglielmo und andere Edelleute die Ankunft Königin Elisabettas (Introduktion: „Più lieta, più bella“). Norfolc reagiert übellaunig und neidisch auf den Lobgesang des Chores, weil er selbst nicht am Kampf beteiligt war. Auch Guglielmos Zureden kann ihn nicht besänftigen.
Szene 2. Elisabetta tritt mit ihrem Gefolge auf und wird vom Chor begrüßt (Chor und Cavatine: „Esulta, Elisa, omai“ – „Quant’è grato all’alma mia“). Sie bereitet sich auf die Ehrung Leicesters vor und besteigt, von Guglielmo geführt, den Thron.
Szene 3. Leicester betritt in Begleitung seiner Offiziere den Saal (Chor: „Vieni, o prode“). Es folgen die als Geiseln genommenen schottischen Edelleute, darunter die als Mann verkleidete Matilde (seine heimliche Gemahlin und eine Tochter der schottischen Königin Maria Stuart) sowie deren Bruder Enrico. Nach einem Lobpreis des Chores kniet er vor dem Thron nieder und erhält einen Orden von Elisabetta. Erst jetzt entdeckt er entsetzt seine Ehefrau unter den Geiseln. Elisabetta ernennt großmütig die Geiseln zu ihren Pagen. Sie steigt vom Thron und reicht Leicester die Hand zum Kuss. Norfolc bebt vor Wut. Aber auch Matilde kann ihre Eifersucht kaum verbergen und muss von ihrem Bruder zurückgehalten werden. Während alle anderen den Saal verlassen, winkt Leicester Matilde zu sich, um mit ihr zu sprechen.
Szene 4. Leicester macht Matilde Vorwürfe, das sie ihm trotz der Gefahren gefolgt ist (Duett: „Incauta! che festi!“).
Szene 5. Enrico kommt hinzu und wird ebenso zurechtgewiesen. Er rechtfertigt sich damit, dass er seine Schwester nicht zurückhalten konnte und nur zu ihrem Schutz mitgekommen sei. Leicester weist darauf hin, dass Elisabetta allen Nachkommen Maria Stuarts den Tod geschworen hat und rät zu erhöhter Vorsicht. Er geht, um seinen Freund Norfolc um Unterstützung zu bitten.
Szene 6. Enrico versucht vergeblich, Matilde Mut zuzusprechen. Sie verlässt den Raum nach einer verzweifelten Arie (Cavatine: „Sento un’interna voce“).
Szene 7. Enrico hat böse Vorahnungen.
Gemächer der Königin
Szene 8. Leicester erzählt Norfolc von seiner Verbindung mit Matilde. Nachdem er in Schottland während eines Sturms von seinen Gefährten getrennt worden war, war er von einem Landmann aufgenommen worden, bei dem er Matilde als dessen vermeintliche Tochter kennen und lieben gelernt hatte. Norfolc verspricht ihm seine Unterstützung. Leicester geht.
Szene 9. Norfolc freut sich über diese Gelegenheit zur Rache an Leicester.
Szene 10. Norfolc erzählt Elisabetta von Leicesters heimlicher Ehe mit der Tochter Maria Stuarts und verrät, dass sie und ihr Bruder sich unter den Geiseln befinden. Er heuchelt vor, über diese Nachricht betrübt zu sein und Leicesters Treue beweisen zu wollen (Duett: „Perchè mai, destin crudele“). Elisabetta ist entsetzt über Leicesters Verrat und beschließt seinen Tod. Beide gehen.
Szene 11. Guglielmo sorgt sich um die Königin, die er noch nie so zornig gesehen hat. Er vermutet eine Intrige Norfolcs.
Szene 12. Elisabetta trägt Guglielmo auf, Leicester und anschließend die Garden sowie die schottischen Pagen herbeizurufen. Guglielmo eilt, den Auftrag auszuführen.
Szene 13. Elisabetta beklagt Leicesters Verrat und schwört Rache.
Szene 14. Leicester sowie Matilde, Enrico und die anderen Geiseln betreten das Zimmer von verschiedenen Seiten. Elisabetta erkennt aus dem Verhalten Leicesters und Matildes, dass Norfolcs Anschuldigungen wahr sind. Sie lässt Leicester vortreten und verspricht ihm den seinem Ruhm gebührenden Lohn: Sie habe ihn zum König und Gemahl ausersehen (Finale I: „Se mi serbasti il soglio“). Eine Wache bringt ein Gefäß, in dem sich Zepter und Krone befinden. Leicester und die Seinen sind erschüttert. Er versucht sich damit herauszureden, dass er dieser Ehre nicht würdig sei. Nach einer kurzen stummen Szene, in der Elisabetta die Unruhe der Ehegatten beobachtet, erklärt sie, die Wahrheit zu kennen und ruft die Wachen.
Szene 15. Guglielmo und die Wachen und Garden betreten das Zimmer. Elisabetta lässt Leicester, Matilde und Enrico festnehmen. Ihre Bitten um Vergebung nützen nichts. Sie werden getrennt abgeführt, während der Chor die traurige Wendung beklagt.

### Zweiter Akt
Zimmer
Szene 1. Norfolc wird von Gewissensbissen geplagt und spricht sich selbst Mut zu.
Szene 2. Guglielmo teilt ihm mit, dass die Königin ihn im Moment nicht sehen wolle und es ihm frei stehe, sich zu entfernen. Er geht.
Szene 3. Norfolc hofft auf eine spätere Gelegenheit, seine Pläne weiter zu verfolgen. Auch er geht.
Szene 4. Elisabetta trägt Guglielmo auf, Matilde zu ihr zu bringen.
Szene 5. Matilde wird von der Wache hereingeführt. Nachdem sich die Wache entfernt hat, erklärt Elisabetta, dass sie bereit sei, ihr zu verzeihen, wenn sie sich von Leicester lossage. Matilde bleibt längere Zeit standhaft. Erst nach wiederholtem Befehl Elisabettas setzt sie sich nieder, um das vorgelegte Dokument zu unterschreiben (Terzett: „Pensa che sol per poco“). In diesem Augenblick erscheint Leicester am Eingang.
Szene 6. Leicester betritt das Zimmer und liest das Schriftstück. Als Elisabetta ihn auffordert, dem Beispiel seiner Gattin zu folgen, zerreißt er das Blatt. Trotz Elisabettas Drohungen sprechen sich die Gatten Mut zu. Sie werden von den Wachen abgeführt.
Szene 7. Elisabetta gedenkt ihrer Liebe zu Leicester.
Szene 8. Guglielmo teilt Elisabetta mit, dass Norfolc sie sprechen wolle. Elisabetta reagiert zornig und verbannt Norfolc wegen seiner Heimtücke an Leicester. Sie geht.
Szene 9. Guglielmo hofft, dass die Falschheit Norfolcs bald vollständig aufgedeckt wird. Er geht, um ihn über seine Verbannung zu benachrichtigen.
Platz bei den Gefängniszellen
Szene 10. Chöre des Volks und der Soldaten beklagen das Schicksal des Landeshelden Leicester (Chor: „Qui soffermiamo il piè“). Sie begeben sich zum Kerkereingang.
Szene 11. Der über seine Verbannung empörte Norfolc spricht die vorbeikommenden Soldaten an. Um seine Rache doch noch ausüben zu können, überredet er sie, das Gefängnis zu stürmen, um Leicester zu befreien. Als der Chor ihn darauf hinweist, dass man sich auf die Gerechtigkeit des Throns verlassen solle, antwortet er, dass Elisabetta das Herz und die Freundschaft des Fürsten missachte.
Das Innere eines weitläufigen Kerkergewölbes
Szene 12. Leicester betrachtet sein wechselhaftes Geschick an diesem Tag. Er wird von Müdigkeit überwältigt und träumt von einem Gespräch mit seiner Frau (Szene und Arie: „Della cieca fortuna“).
Szene 13. Norfolc betritt die Zelle mit zwei Zimmerleuten und begrüßt Leicester als Freund. Dieser weiß jedoch durch Elisabetta, dass Norfolc sein Geheimnis verraten hat. Norfolc leugnet das und entgegnet, er habe sich bei Elisabetta vergeblich für ihn eingesetzt. Nun wolle er ihn, Matilde und Enrico befreien. Die Zimmerleute sollen zunächst die Mauer zwischen ihren Zellen aufbrechen. Leicester glaubt schließlich seinen Freundschaftsbeteuerungen und bittet um Verzeihung für seinen Verdacht (Duett: „Deh! scusa i trasporti“). Nachdem sich beide ihre Freundschaft geschworen haben, teilt Norfolc Leicester mit, dass das Volk vor dem Gefängnis bereit stehe, ihm zur Freiheit zu verhelfen und zu folgen. Leicester erklärt jedoch, nicht zum Verräter am Reich werden zu wollen und weigert sich.
Szene 14. Die Zimmerleute brechen die Mauer nieder und entfernen sich. Bevor Norfolc Leicester jedoch erneut zur Flucht drängen kann, erscheint Elisabetta in einfacher Kleidung mit einem Wachmann, der ihr vorleuchtet. Norfolc versteckt sich hinter einem Pfeiler. Matilde und Enrico sind hinter dem Wanddurchbruch zu sehen, werden von den Anwesenden aber noch nicht bemerkt. Die Wache stellt die Fackel ab und zieht sich zurück. Leicester wirft sich der Königin zu Füßen. Elisabetta teilt ihm mit, dass sie das von den Lords gegen ihn verhängte Todesurteil als Königin unterschreiben musste, als „Elisabetta“ aber nicht dahinter stehe. Sie wolle ihm daher zur Flucht verhelfen. Leicester erklärt, dass er unter keinen Umständen fliehen wolle, weil das als Beweis für seinen Verrat ausgelegt werden könne – er sei zwar der Liebe schuldig, habe aber kein Verbrechen gegen den Thron begangen. Er bittet Elisabetta darum, lediglich seine Gattin und ihren Bruder zu retten. Elisabetta entgegnet, dass das nicht möglich sei, weil Norfolc die beiden in Gegenwart der Lords als Mitverräter genannt habe. Leicester erkennt nun die Heimtücke seines angeblichen Freundes und enthüllt Elisabetta dessen Plan, ihn an die Spitze des Volkes zu stellen. Enrico und Matilde treten hervor und weisen auf den versteckten Norfolc. Dieser zieht sein Schwert und stürzt sich auf Elisabetta. Er wird jedoch von Enrico und Matilde entwaffnet. Leicester ruft nach den Wachen.
Szene 15. Guglielmo und die Wachen kommen herein. Elisabetta lässt Norfolc festnehmen und verurteilt ihn zum Tode (Finale II: „Fellon, la pena avrai“). Er wird abgeführt. Elisabetta umarmt Matilde und Enrico und führt sie zu Leicester. Als die drei vor der Königin zu Füßen fallen, ist von draußen der Chor zu hören, der nach Leicester ruft. Die Gefängnistore werden geöffnet.
Letzte Szene. Der Chor der Soldaten und des Volks tritt auf und wirft sich der Königin zu Füßen. Elisabetta setzt Leicester wieder in seine Ehren ein und gibt die Hoffnung auf seine Liebe auf.

## Gestaltung
Dem Reclam-Opernlexikon zufolge gilt Rossinis Elisabetta als „Prototyp der historisch-romantischen Oper“. Hier verzichtete er erstmals vollständig auf Secco-Rezitative. Außerdem schrieb er – ebenfalls zum ersten Mal – sämtliche Verzierungen der Gesangspartien aus, die nun von den Solisten exakt wie vorgegeben gesungen werden sollen.:60
Als Ouvertüre nutzte Rossini erneut diejenige von Aureliano in Palmira von 1813, die er 1816 auch für Il barbiere di Siviglia verwendete.:70 Sie war allerdings vermutlich ursprünglich schon 1811 für L’equivoco stravagante komponiert worden.:49 Für Elisabetta passte Rossini die Instrumentierung an das Orchester des Teatro San Carlo an. Das Crescendo der Ouvertüre wird am Ende des ersten Aktes wiederholt. Für die Orchestereinleitung der Gefängnisszene im zweiten Akt nutzte Rossini Musik aus Ciro in Babilonia. Die Cavatine der Elisabetta im ersten Akt stammt aus Aureliano in Palmira und wurde später auch in Il barbiere di Siviglia verwendet.:62

### Orchester
Die Orchesterbesetzung enthält die folgenden Instrumente:
- Holzbläser: zwei Flöten/Piccoloflöten, zwei Oboen/Englischhörner, zwei Klarinetten, zwei Fagotte
- Blechbläser: vier Hörner, zwei Trompeten, drei Posaunen
- Pauken, große Trommel
- Streicher

### Musiknummern
- Sinfonia

Erster Akt
- Nr. 1. Introduktion (Chor, Norfolc): „Più lieta, più bella“ (Szene 1)
- Nr. 2. Chor und Cavatine (Elisabetta): „Esulta, Elisa, omai“ – „Quant’è grato all’alma mia“ (Szene 2)
- Nr. 3. Chor: „Vieni, o prode“ (Szene 3)
- Nr. 4. Duett (Leicester, Matilde): „Incauta! che festi!“ (Szene 4)
- Nr. 5. Cavatine (Matilde): „Sento un’interna voce“ (Szene 6)
- Nr. 6. Duett (Norfolc, Elisabetta): „Perchè mai, destin crudele“ (Szene 10)
- Nr. 7. Finale I: „Se mi serbasti il soglio“ (Szene 14)

Zweiter Akt
- Nr. 8. Terzett (Elisabetta, Matilde, Leicester): „Pensa che sol per poco“ (Szene 5)
- Nr. 9. Chor, Szene und Cavatine (Norfolc): „Qui soffermiamo il piè“ – „Deh! troncate – i ceppi suoi“ (Szene 10)
- Nr. 10. Szene und Arie (Leicester): „Della cieca fortuna“ (Szene 12)
- Nr. 11. Duett (Leicester, Norfolc): „Deh! scusa i trasporti“ (Szene 13)
- Nr. 12. Finale II: „Fellon, la pena avrai“ (Szene 15)

### Musik
Besonders gelungene Stellen sind::200ff
- Elisabettas Auftrittsarie (erster Akt, Szene 2), die auch als Beispiel für Rossinis Methode der Übernahme musikalischer Elemente aus früheren Werken dienen kann
- Das Duett Matildes mit Leicester (erster Akt, Szene 4), das bei der Uraufführung besonders gepriesen wurde
- Die Cavatine Matildes (erster Akt, Szene 6) insbesondere aufgrund der Orchesterbegleitung
- Norfolcs Verrat (erster Akt, Szene 10), deren Musik aus einem Accompagnato-Rezitativ mit Tremoli und Streicher-Pizzicati besteht, sowie sein anschließendes Duett mit Elisabetta.
- Das Finale des ersten Akts mit seiner Verbindung von Prunk und Innerlichkeit
- Die Traumszene Leicesters (zweiter Akt, Szene 12) mit Bläserchor und gebrochener Gesangslinie

## Werkgeschichte
Das Libretto der Oper stammt von dem Toskaner Giovanni Schmidt (1775?–1840?). Es basiert auf dem Theaterstück Il paggio di Leicester (1814) von Carlo Federici nach dem Roman The Recess (1783–85) von Sophia Lee. Eigenen Angaben im Vorwort des Librettos zufolge rekonstruierte Schmidt die Handlung nach mehrmaligem Besuch des Theaterstücks aus dem Gedächtnis. In einigen älteren Publikationen wurde fälschlicherweise Andrea Leone Tottola als Autor des Librettos genannt. Schmidt war der Autor von über hundert Librettos. Alexis Azevedo beschrieb ihn in seiner Rossini-Biographie folgendermaßen: „Ce Schmidt manquait essentiellement de gaieté : il avait le caractère fort lugubre, et ne parlait jamais que de malheurs et de catastrophes. Rossini, dont sa conversation éteignait la verve, dut, pour pouvoir travailler, prier Barbaja de lui épargner les entrevues avec ce navrant personage.“ („Diesem Schmidt ging vor allem Heiterkeit ab; er sprach immer nur von Unglück und Katastrophen. Rossini, dessen Lebenslust von solcher Unterhaltung unterdrückt wurde, hielt es für nötig, um arbeiten zu können, Barbaja zu bitten, ihm Besprechungen mit diesem deprimierenden Mann zu ersparen.“).

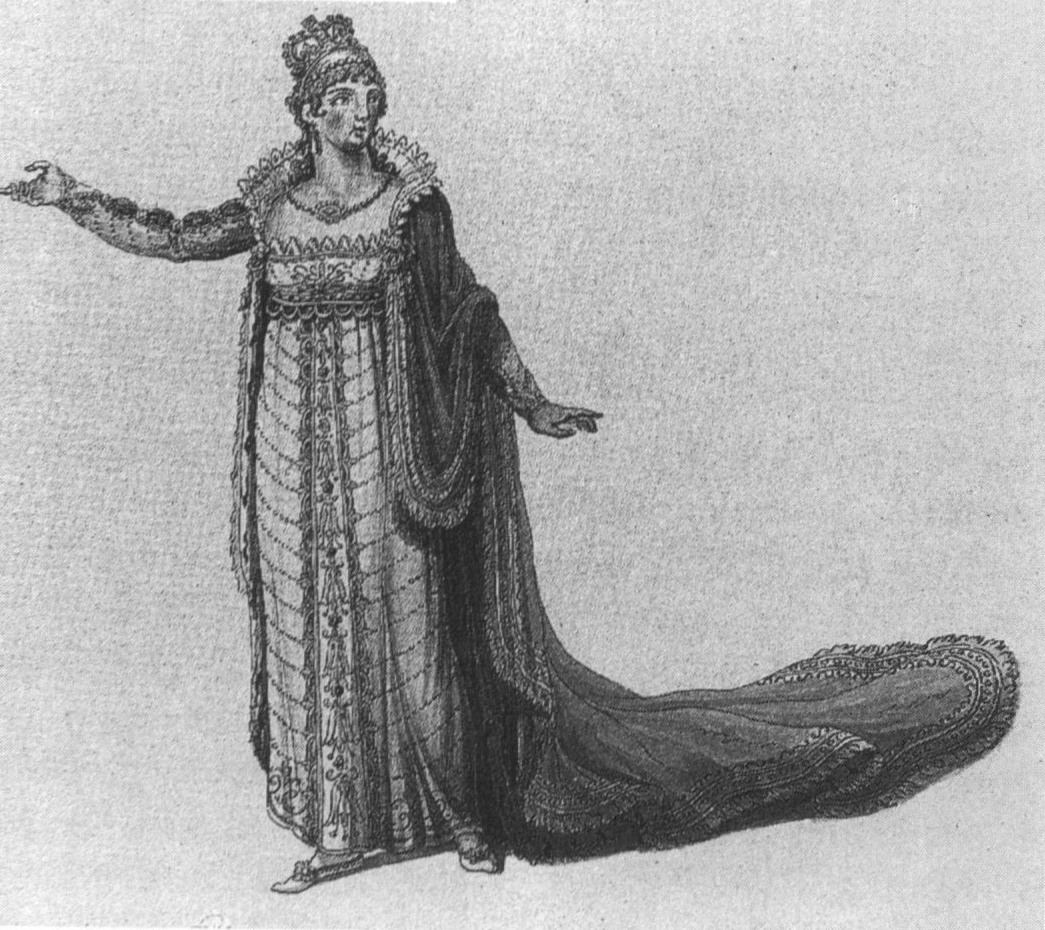
Giacomo Pregliasco: Isabella Colbran als Elisabetta - Teatro San Carlo, Neapel 1815

Bei der Uraufführung im Teatro San Carlo in Neapel am 4. Oktober 1815 sangen die Sopranistin Isabella Colbran (Elisabetta), der Tenor Andrea Nozzari (Leicester), die Sopranistin Girolama Dardanelli (Matilde), die Mezzosopranistin Maria (?) Manzi (Enrico) und die Tenöre Manuel García (Norfolc) und Gaetano Chizzola (Guglielmo). Am selben Tag wurde außerdem Gli amori di Adone e Venere nach einem Libretto von Paul Duport aufgeführt. Es war Rossinis erste für das Teatro San Carlo geschriebene Oper. Mit der Aufführung wurde die Herbstspielzeit des Theaters eröffnet. Außerdem wurde dem Titelblatt des Librettos zufolge der Namenstag des Erbprinzen der beiden Sizilien, Francesco, gefeiert. Daher waren auch König Ferdinand I. und der Hof anwesend.
Die Aufführung wurde ein großer Erfolg. Dieser war vor allem auch der Sängerin der Titelpartie, Isabella Colbran, zu verdanken, für die Rossini die virtuosesten Koloraturen schreiben konnte.:70 Nozzari und Garcia zählten zu den besten Tenören ihrer Zeit.:60 Die Oper wurde am Teatro San Carlo zunächst bis zum Oktober gegeben und eröffnete am 26. Dezember auch die Winterspielzeit.:61
Im Mai 1816 wurde die Oper erneut in Neapel aufgeführt, diesmal im Teatro del Fondo. Bis ungefähr 1840 folgten viele weitere Aufführungen in italienischen Städten. Außerhalb Italiens gab es Aufführungen in Barcelona (August 1817), Dresden (1818 und 1819), Wien (1818, Misserfolg), London (30. April 1818), Sankt Petersburg (1820 in russischer Sprache), Paris (1822 in italienischer Sprache), Berlin (1824), Odessa (1830) und Mexiko (1834).:428 Im Mai 1822 wurde die Oper im Rahmen eines Rossini-Zyklus am Kärntnertortheater in Wien aufgeführt. Auch hier sang Isabella Colbran die Titelrolle und erhielt überragende Kritiken. Die Allgemeine musikalische Zeitung schrieb: „Signora Colbran sang die Titelrolle wunderbar […] und sie war wirklich die Königin dieses Abends.“:136 Neben der Colbran waren Andrea Nozzari (Leicester) und Giovanni David (Norfolc) zu hören. 1824 übernahm Giovanni Battista Rubini in Wien die Partie des Norfolc.

## Aufnahmen
- 27. April 1953 – Alfredo Simonetto (Dirigent), Orchester und Chor des Rai Mailand.
 Maria Vitale (Elisabetta), Giuseppe Campora (Leicester), Lina Pagliughi (Matilde), Ortensia Beggiato (Enrico), Antonio Pirino (Norfolc), Mario Carlin (Guglielmo).
 Live, stark gekürzt, konzertant aus Mailand.
 Melodram CD: MEL 27032 (2 CDs).[10]:15397
- 24. November 1970 – Nino Sanzogno (Dirigent), Orchester und Chor des Teatro Massimo Bellini di Palermo.
 Leyla Gencer (Elisabetta), Umberto Grilli (Leicester), Sylvia Geszty (Matilde), Wilma Borelli (Enrico), Pietro Bottazzo (Norfolc), Glauco Scarlini (Guglielmo).
 Live aus Palermo.
 OPERA D’ORO CD: OPD-1177, Myto 2 MCD 905.30 (2 CDs).[10]:15398
- 1971 – Gianandrea Gavazzeni (Dirigent), Orchester und Chor des Teatro Massimo Bellini di Palermo.
 Leyla Gencer (Elisabetta), Umberto Grilli (Leicester), Margherita Guglielmi (Matilde), Giovanni Vighi (Enrico), Pietro Bottazzo (Norfolc), Giampaolo Corradi (Guglielmo).
 Live aus Palermo.
 BJR 126 (3 LPs), UORC 106 (2 LPs), Celestial Audio CA 235 (2 CDs).[10]:15399
- 11. Juli 1975 – Gianfranco Masini (Dirigent), London Symphony Orchestra, Ambrosian Opera Chorus.
 Montserrat Caballé (Elisabetta), José Carreras (Leicester), Valerie Masterson (Matilde), Rosanne Creffield (Enrico), Ugo Benelli (Norfolc), Neil Jenkins (Guglielmo).
 Live aus Arles sowie Studio-Aufnahme, gekürzte Rezitative.
 Philips CD: 432 453 2, Philips LP: 6703 067 (3).[10]:15400 f
- 7. November 1985 – Gabriele Ferro (Dirigent), Gianfranco De Bosio (Inszenierung), Orchester und Chor des Teatro Regio di Torino.
 Lella Cuberli (Elisabetta), Antonio Savastano (Leicester), Daniela Dessì (Matilde), Adriana Cicogna (Enrico), Rockwell Blake (Norfolc), Mario Bolognesi (Guglielmo).
 Video, live aus Turin.
 Hardy Trading VI: HCV 1004, Hardy Classic (1 DVD).[10]:15402
- Dezember 1991 – Alberto Zedda (Dirigent), Orchester und Chor des Teatro San Carlo.
 Anna Caterina Antonacci (Elisabetta), Chris Merritt (Leicester), Sumi Jo (Matilde), Serena Pasqualini (Enrico), Rockwell Blake (Norfolc), Enrico Facini (Guglielmo).
 Video, gekürzt, live aus Neapel.
 Premiere Opera Ltd. CDNO 437-2 (2 CDs), House of Opera DVD 8558 (1 VC).[10]:15403
- 13. Januar 1998 – John Burrows (Dirigent), Opera Northwest.
 Claudia Waite (Elisabetta), Gerard Powers (Leicester), Diana Spina (Matilde), Cherry Duke (Enrico), Brian S. Hunt (Norfolc).
 Live aus New York.
 House of Opera (2003).[11]
- 17. Juli 1999 – Herbert Handt (Dirigent), Jochen Schönleber und Annette Hornbacher (Inszenierung), Stuttgarter Philharmoniker, Czech Chamber Chorus.
 Inga Balabanova (Elisabetta), Harald Quaaden (Leicester), Akie Amou (Matilde), Agata Bienkowska (Enrico), Mario Zeffiri (Norfolc), Seung-Hee Park (Guglielmo).
 Live vom Festival Rossini in Wildbad.
 Bongiovanni GB 2291/92-2 (2 CDs).[10]:15404
- März 2002 – Giuliano Carella (Dirigent), London Philharmonic Orchestra, Geoffrey Mitchell Choir.
 Jennifer Larmore (Elisabetta), Bruce Ford (Leicester), Majellah Cullagh (Matilde), Manuela Custer (Enrico), Antonino Siragusa (Norfolc), Colin Lee (Guglielmo).
 Vollständig, auf Originalinstrumenten.
 Opera Rara ORC22 (3 CDs).[10]:15406
- März 2004 – Giorgio Paganini (Dirigent), Orchester und Chor des Teatro Colón.
 Adelaide Negri (Elisabetta), Gabriel Centeno (Leicester), Sonia Stelman (Matilde), Cecilia Aguirre Paz (Enrico), Eduardo Ayas (Norfolc), Gustavo Torella (Guglielmo).
 Video, live aus Buenos Aires.
 New Ornamenti NOM 210-211 (2 CDs), Adelaide Negri Video (1 VC).[10]:15405[12]
- 7. August 2004 – Renato Palumbo (Dirigent), Orchester des Teatro Comunale di Bologna, Prager Kammerchor.
 Sonia Ganassi (Elisabetta), Bruce Sledge (Leicester), Mariola Cantarero (Matilde), Manuela Custer (Enrico), Antonino Siragusa (Norfolc), Filippo Adami (Guglielmo).
 Live vom Rossini Opera Festival Pesaro.
 Premiere Opera Ltd. CDNO 1648-3 (3 CDs).[10]:15407
- 2021 – Evelino Pidò (Dirigent), Davide Livermore (Inszenierung), Giò Forma (Bühne), Gianluca Falaschi (Kostüme), Orchestra Sinfonica Nazionale della RAI, Chor des Teatro Ventidio Basso.
 Karine Deshayes (Elisabetta), Sergey Romanovsky (Leicester), Salome Jicia (Matilde), Marta Pluda (Enrico), Barry Banks (Norfolc), Valentino Buzza (Guglielmo).
 Video, live vom Rossini Opera Festival Pesaro.
 Videostream der Rai.[13]
- Juli 2024 – Antonino Fogliani (Dirigent), Chor und Orchester der Krakauer Philharmonie.
 Serena Farnocchia (Elisabetta), Patrick Kabongo (Leicester), Veronica Marini (Matilde), Mert Süngü (Norfolc).
 Produktion des Royal Opera Festivals in Krakau und des Festivals Rossini in Wildbad.
 Naxos 8.660538-9.[14]